# John Aitken (Fußballspieler, 1870)
John Aitken (* Februar 1870 oder 11. November 1870 in Dumfries; † 1919) war ein schottischer Fußballspieler.

## Karriere
Aitken spielte im südschottischen Dumfries für die 5th Kirkcudbrightshire Rifle Volunteers, bevor er im Sommer 1895 vom nordenglischen Zweitligisten Newton Heath verpflichtet wurde, die mit David Fitzsimmons zeitgleich einen weiteren schottischen Spieler verpflichteten. Obwohl Aitken in der schottischen Presse bei seinem Wechsel „Schnelligkeit im Überfluss, die er mit seiner Größe und guter Schusskraft kombiniert“ zugeschrieben wurde, gelang es Aitken nicht, sich beim in Manchester ansässigen Klub durchzusetzen.
Zwar erzielte er bei seinem Debüt am 7. September 1895, einem 5:0-Erfolg zum Saisonauftakt gegen Crewe Alexandra, einen Treffer, die Athletic News konstatierte in ihrem Spielbericht aber, er müsse „mehr Elan in seine Bemühungen stecken.“ Bereits für das folgende Spiel gegen den FC Loughborough erhielt James Peters den Vorzug, der die Position die folgenden Monate zumeist begleitete. Drei Wochen nach seinem Debüt stand Aitken im Rückspiel gegen Crewe Alexandra nochmals als linker Außenstürmer im Aufgebot, erhielt aber trotz eines 2:0-Sieges schlechte Kritiken von der Presse, die ihm ein unsicheres Auftreten sowie verbesserungswürdige Pass- und Schussfähigkeiten bescheinigte. Dies blieb zugleich sein letzter Einsatz; bereits Ende des Jahres verließ er Newton Heath wieder.